# Verteilzeitaufnahme
Eine Verteilzeitaufnahme oder Verteilzeitstudie ist eine REFA-Methode zur Feststellung der mittleren Verteilzeiten in einem Betrieb. Sie wird in folgenden Arbeitsschritten durchgeführt:
1. Vorbereiten und Durchführen der Verteilzeitaufnahme
2. Errechnen der Einzelzeiten
3. Zuordnen der Zeitarten zu Ablaufabschnitten
4. Sortieren und Summieren der Zeiten je Zeitart
5. Durchführen und Auswerten weiterer Verteilzeitaufnahmen
6. Zusammenstellung der Zeitartensummen
7. Bilden der Sollzeiten je Zeitart
8. Übertragen der Sollzeiten in den Ergebnisbogen
9. Berechnen der Verteilzeitprozentsätze

Als Ergebnisse werden berechnet:
- Die Summe aller bei der Aufnahmen beobachteten oder festgesetzten Zeiten für persönliches Unterbrechen als persönliche Verteilzeit Vp mit {\displaystyle V_{p}=\sum t_{MPi}}
- Die Summe der angefallenen Zeiten, in denen die Tätigkeit durch den Beschäftigten willkürlich unterbrochen wurde oder in der durch die Arbeitsperson verursachte zusätzliche Tätigkeiten durchgeführt wurden als nicht zu verwendenden Zeit N mit {\displaystyle N=\sum {(t_{MZi}+t_{MPi})}}
- Zusätzliche, auftragsbezogene ({\displaystyle V_{sv}}) und nicht auftragsbezogene ({\displaystyle V_{sk}}) Tätigkeiten, welche die Arbeitsperson nicht verursacht hat, länger andauernde, außergewöhnliche Störungen (F - kürzere, einkalkulierte sind {\displaystyle V_{sv}}) des Ablaufes sowie Außer Einsatz ({\displaystyle V_{p}}) werden während der Aufnahme gesammelt und als {\displaystyle V=V_{sk}+V_{sv}+V_{p}} ausgewiesen. F bleibt getrennt davon.

Die ausgewiesenen N- und F-Zeiten werden nicht in den Verteilzeitzuschlag {\displaystyle z_{v}} einbezogen, da sie keinen Bezug zur Grundzeit haben. Aber: Sie sind deutliche Ansatzpunkte zur Beseitigung von Schwachstellen im Arbeitsablauf und Arbeitssystem. Die F-Zeiten bilden zudem eine Datengrundlage für die Kapazitätsplanung, um festzulegen mit welchem Kapazitätsausfall normalerweise zu rechnen ist.